# Paulette Nardal
Félix Jeanne Paule Nardal, conocida como Paulette Nardal (Le François, Martinica, 12 de octubre de 1896-Fort-de-France, 16 de febrero de 1985) fue una escritora y periodista francesa. Activista de la causa negra con su hermana Jeanne Nardal, fue una de las inspiradoras del movimiento literario de la negritud y la primera mujer negra que estudió en la Sorbona.

## Juventud en Martinica
Nació en Le François en 1896 en el seno de una familia de la nueva burguesía negra de la isla. Su bisabuela Sidonie Nardal nació como esclava. Fue la mayor de siete hermanas, todas las cuales recibieron una larga educación. Sus padres fueron Paul Nardal y Louise Achille, una maestra de escuela mestiza, que criaron a sus hijas en una cultura «latina», con el estudio de humanidades, historia del arte occidental y música.
Su padre, Paul Nardal, fue el primer negro que obtuvo una beca en la escuela Arts et Métiers ParisTech en París, y luego el primer ingeniero negro de obras públicas, activo durante 45 años en el Servicio Colonial de Obras Públicas. Supervisó las obras del embalse de Évêché, del puente Absalon en Fort-de-France y de una parte de la iglesia de Ducos, parcialmente destruida en 1903 por un ciclón. Como profesor de matemáticas y física, formó a varias generaciones de ingenieros de Martinica. Recibió la orden de las Palmas Académicas y la Legión de Honor y una calle de la prefectura llevas su nombre. Louise Achille, la madre de Pauline, nació el 2 de julio de 1869 en una familia mulata. Participó en sociedades mutualistas como la Sociedad de Damas de Saint-Louis, que ayudaba a las mujeres de entre 18 a 50 años y a sus hijos, pero igualmente a los ancianos del asilo de Belén, así como al Ouvroir, institución destinada a acoger a jóvenes huérfanas indigentes, y al orfanato de La Ruche.
Cuando tenía seis años ocurrió la erupción del monte Pelée de 1902 y la destrucción de Saint-Pierre, la capital económica y cultural de Martinica.
Fue maestra de escuela antes de decidir, a los 24 años, de trasladarse a la Francia metropolitana para proseguir sus estudios de literatura.

## Vida parisina

### Estudios en Sorbona
Llegó a París en 1920 y se matriculó en la Sorbona para estudiar inglés. Con su hermana Jane, que estudiaba literatura, fueron las primeras estudiantes negras martiniquesas en la Sorbona, en una época en la que pocas mujeres y negros tenían acceso a esta institución. En 1852 defendió su tesis sobre la escritora y abolicionista estadounidense Harriet Beecher Stowe, autora de La Cabaña del tío Tom.
En París, disfrutó de la vida cultural de la capital, Iba al teatro, asistió a conciertos, visitó exposiciones... Frecuentaba el Bal Negro, que fue uno de los pocos sitios donde pudo encontrar referentes culturales. Asistió allí a las revistas de la cantante Marian Anderson y de Joséphine Baker que la hicieron despertar, a lo que su hermana llamaba la «conciencia negra».

### El salón literario
Paulette Nardal dirigió un salón literario en el apartamento que compartió con sus dos hermanas en el número 7 de la calle Hébert en Clamart. Buscó conectar las diásporas negras. Abordó la cuestión de la emancipación femenina y planteó las bases de la teoría de la negritud. En su salón literario escritores célebres como Léopold Sédar Senghor y Aimé Césaire compartieron sus experiencias de estudiantes en la Francia metropolitana, Jean Price-Mars, que estuvo de paso en la capital, Léon-Gontran Damas, René Maran que contó las dificultades encontradas con su libro Batouala, y otros procedentes de África, Haití y Nueva York, especialmente aquellos del Renacimeitno de Harlem como Claude McKay. En 1928, se incorporó a Dépêche africaine, una revista panafricaniste.
En 1931, Paulette Nardal fundó La Revue du Monde Noir con el escritor haitiano Léo Sajous y el guyanés René Maran que se publicó en francés e inglés. Su objetivo anunciado fue de «crear un vínculo intelectual y moral entre los negros de todo el mundo, sin distinción de nacionalidad, que les permita conocerse mejor, amarse fraternalmente, defender mejor sus intereses colectivos e ilustrar su raza». La revista dejó de publicarse en 1932, tras solo seis números a causa de dificultades económicas. Sus hermanas Jeanne y Andrée, también colaboraron en la revista, al igual que su primo hermano Louis–Thomas Achille. Otros escritores retomaron la antorcha de esta corriente literaria de la Negritud, como Césaire y Senghor, en particular con la revista L'Étudiant noir, aunque sin dar crédito a Paulette Nardal, que escribió: «Césaire y Senghor retomaron las ideas que nosotros esgrimíamos y las expresaron con mucha más chispa, ¡solo éramos mujeres!»

### Militancia política
Durante este periodo, también fue secretaria del parlamentario martinico socialista Joseph Lagrosillière y, posteriormente, de Galandou Diouf, electo diputado de Senegal en 1934. Continuó su compromiso político sobre todo contra la invasión de Etiopía por la Italia fascista de Mussolini.
En 1937, viajó a Senegal invitada por su amigo Léopold Sédar Senghor.

## Segunda Guerra Mundial
En 1939, mientras que regresa de Martinica en barco poco después del estallido de la Guerra, un submarino alemán torpedeó el barco y lo hundió. Un bote salvavidas la salvo de morir ahogada, pero se rompió ambas rótulas. Pasó once meses en el hospital de Plymouth y quedó discapacitada para el resto de su vida. Durando el periodo en Francia de Vichy, regresó a Martinica y dio clandestinamente clases de inglés a jóvenes martiniqueses que deseaban unirse a la Francia Libre. Abrió un nuevo salón literario.
Como consecuencia de la ordenanza del 21 de abril de 1944 que le concedió el derecho de voto a las mujeres, Paulette Nardal creó la Concentración femenina en 1945. Con esta iniciativo, quiso animar a las mujeres martiniquesas a ejercer este nuevo derecho y a votar el 20 de abril de 1945.
Al acercarse el final de la Segunda Guerra Mundial, se marchó a Estados Unidos, donde se convirtió en la secretaria privada de Ralph Bunche, un activista de los derechos civiles que medió con éxito en el conflicto árabe-israelí entre 1948 y 1949. Ralph Bunche llevó luego a Nardal a la recién creada ONU, donde se convirtió en delegada de la sección de territorios autónomos durante un año y medio.

## Regreso a Martinica
De regreso a Martinica, fundó el coro «Joie de chanter (Alegría de cantar)» con su hermana Alice, al mismo tiempo que continuó su actividad militante en favor de la promoción de la mujer, la cultura, la literatura y la historia. Ambas hermanas prepararon las conmemoraciones del centenario de la abolición de la esclavitud. En 1956, un desconocido lanzó una antorcha encendida a través de una ventana de su casa. Poco después, su familia la convenció de que dejara su actividad política por temor a su vida. Escribió una historia de la tradición musical de la Martinica rural. El bèlè y sus variantes como el gran bèlè, el béliya, el bouwo, el Ladjia y su base, el ritmo afro aja-gbe encontraron su lugar en la música antillana. En una familia muy apegada a la música y al canto, su tía fue la cantante Christiane Eda-Pierre.
Fue nombrada Oficial de las Palmas Académicas y Caballero de la Legión de Honor, y Léopold Sédar Senghor le concedió el título de Comandante de la Orden Nacional de la República de Senegal. En Fort-de-France, la antigua plaza Fénelon, cercana a la casa familiar de la calle Schœlcher, lleva ahora su nombre.
Falleció el 16 de febrero de 1985 a la edad de ochenta y nueve años en Fort-de-France. Esta mujer de letras y activista política, pionera de la causa negra, seguirá siendo la que repetía incansablemente a sus amigos y alumnos su orgullo de ser negra: «El negro es hermoso».

## Homenajes
En los años 1980, Aimé Césaire hizo colocar el nombre de Paulette Nardal en una plaza de la ciudad de Fort-de-France, de la que era el alcalde.
En 2018, el Ayuntamiento de París decidió crear el paseo Jane-y-Paulette-Nardal en el XIV distrito, que fue inaugurado oficialmente por la alcaldesa Anne Hidalgo en presencia de Christiane Eda-Pierre, sobrina de Paulette y Jeanne Nardal, el 31 de agosto de 2019. La alcaldesa de París afirmó entonces su apoyo al ingreso de Paulette Nardal en el Pantéon.
En 2019, la ciudad de Clamart voto para otorgar su nombre para una futura carretera de la ciudad y el municipio de Malakoff lo eligó para renombrar la escuela Paul-Bert.
El 12 de octubre de 2021 Google le dedicó el doodle del día en homenaje a los 125 años de su nacimiento.

## Filmografía
La película de Jil Servant, Paulette Nardal, la fierté d’être négresse, una coproducción France-Antilles T.V., 2004, recorre su carrera.